# Lincoln (Misuri)
Lincoln es una ciudad ubicada en el condado de Benton en el estado estadounidense de Misuri. En el Censo de 2010 tenía una población de 1190 habitantes y una densidad poblacional de 467,41 personas por km².

## Geografía
Lincoln se encuentra ubicada en las coordenadas 38°23′39″N 93°19′51″O / 38.39417, -93.33083. Según la Oficina del Censo de los Estados Unidos, Lincoln tiene una superficie total de 2.55 km², de la cual 2.46 km² corresponden a tierra firme y (3.46%) 0.09 km² es agua.

## Demografía
Según el censo de 2010, había 1190 personas residiendo en Lincoln. La densidad de población era de 467,41 hab./km². De los 1190 habitantes, Lincoln estaba compuesto por el 97.56% blancos, el 0.08% eran afroamericanos, el 0.84% eran amerindios, el 0.34% eran asiáticos, el 0.08% eran isleños del Pacífico, el 0.17% eran de otras razas y el 0.92% pertenecían a dos o más razas. Del total de la población el 1.09% eran hispanos o latinos de cualquier raza.